# 奥田剛郎

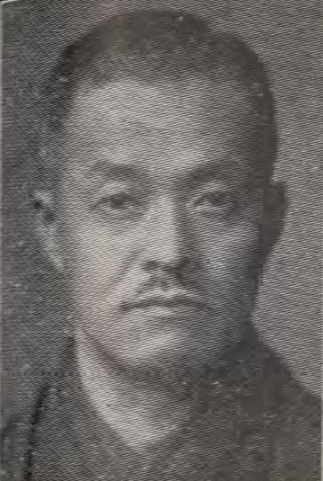
奥田剛郎

奥田 剛郎（おくだ たけろう、1888年（明治21年）11月9日 - 1981年（昭和56年）3月24日）は、大正から昭和期の検察官、政治家、法学者、華族。貴族院男爵議員。

## 経歴
農商務省官僚・奥田義人の長男として生まれる。父の死去に伴い、1917年（大正6年）10月1日、男爵を襲爵した。
1914年（大正2年）東京帝国大学法科大学法律学科（英法）を卒業。同年、三菱造船に入社。1923年（大正12年）検事に任官し、新潟区裁判所、横浜地方裁判所兼区裁判所、浦和地方裁判所兼区裁判所、東京刑事地方裁判所、東京控訴院の各検事を歴任した。
1936年（昭和11年）3月14日、貴族院男爵議員補欠選挙で当選し、公正会に所属して活動し1947年（昭和22年）5月2日の貴族院廃止まで2期在任した。
その後、中央大学法学部教授に就任し、同学部長、同大学理事、同監事などを務めた。1981年に神奈川県中郡大磯町の自宅で病のため死去した。

## 著作
- 『相続法講義』精興社書店、1938年。
- 『身分法』第1、第2、学芸書房、1957年。

## 親族
- 妻：美喜（杉山四五郎長女）[1]
- 長男：博厚[1]